# Amalie Vangsgaard
Amalie Jørgensen Vangsgaard (ur. 29 listopada 1996 roku) – duńska piłkarka grająca na pozycji napastniczki we francuskim klubie Paris Saint-Germain, oraz dla reprezentacji Danii.

## Kariera klubowa
Vangsgaard zaczęła grać w wieku 4 lat w klubie Jetsmark IF. Następnie przeszła do klubu Fortuna Hjørring, gdzie w zespole seniorskim zadebiutowała w 2014 roku. Z klubem tym zdobyła 2 tytuły mistrza Danii w 2014 i 2016 roku, oraz Puchar Danii w 2016 roku. W klubie tym zadebiutowała także w rozgrywkach Ligi Mistrzyń w wieku 17 lat. 
W 2019 roku podpisała kontrakt z FC Nordsjælland. Z klubem tym ponownie wygrała Puchar Danii w 2020 roku.
W 2021 roku przeszła do szwedzkiego klubu Linköpings FC. Dla tego klubu strzeliła 23 gole w 35 meczach ligowych. 
10 stycznia 2023 roku podpisała kontrakt z francuskim klubem Paris Saint-Germain. 

## Kariera reprezentacyjna
W latach 2013–2015 grała dla reprezentacji Danii do lat 19. 
Dla seniorskiej reprezentacji zadebiutowała 1 września 2022 roku w meczu eliminacyjnym Mistrzostw Świata 2023 przeciwko Czarnogórze wchodząc w 64 minucie za Sofie Bredgaard. Pierwszego gola dla seniorskiej reprezentacji strzeliła 22 lipca 2023 roku w 90 minucie wygranego 1:0 meczu z reprezentacją Chin podczas Mistrzostw świata 2023. Z tego turnieju Dania odpadła po przegranym meczu 1/8 finału z reprezentacją Australii 2:0. 

## Sukcesy
Fortuna Hjørring
- Mistrzostwo Danii: 2014, 2016
- Puchar Danii: 2016

FC Nordsjælland
- Puchar Danii: 2020